# Cosmopterix scirpicola
Cosmopterix scirpicola là một loài bướm đêm thuộc họ Cosmopterigidae. Nó được biết đến ở Hoa Kỳ, where found from Maryland và miền đông Wyoming tới Florida, south-tây Louisiana và California. Nó cũng được tìm thấy ở Alabama.
Ấu trùng ăn Scirpus species. Chúng làm tổ ở rễ cây chủ. Con trưởng thành bay vào tháng 6 và tháng 7 ở phía bắc, cuối tháng 3 đến đầu tháng 6 ở Florida, tháng 5 và tháng 6 ở Louisiana và cuối tháng 8 ở California.